# Mario Petrovitz
Mario Petrovitz (* 16. Oktober 1994 in Graz) ist ein österreichischer Eishockeyspieler, der zuletzt bei den Graz 99ers in der Österreichischen Eishockey-Liga unter Vertrag stand.

## Karriere
Mario Petrovitz begann seine Karriere in der Jugend der Graz 99ers. In der Saison 2012/13 wurde er mit der U20-Mannschaft österreichischer Meister. Die ersten EBEL-Einsätze bekam er in der Saison 2014/15.

## Erfolge und Auszeichnungen
- 2013 Österreichischer U20-Meister

## Karrierestatistik
(Legende zur Spielerstatistik: Sp oder GP = absolvierte Spiele; T oder G = erzielte Tore; V oder A = erzielte Assists; Pkt oder Pts = erzielte Scorerpunkte; SM oder PIM = erhaltene Strafminuten; +/− = Plus/Minus-Bilanz; PP = erzielte Überzahltore; SH = erzielte Unterzahltore; GW = erzielte Siegtore; 1 Play-downs/Relegation; Kursiv: Statistik nicht vollständig)